# Ernst Friedrich Hektor Falcke
Ernst Friedrich Hektor Falcke (auch: Ernst Friedrich Hector Falke; geboren 16. September 1751 in Darmstadt; gestorben 27. Februar 1809 in Hannover) war ein deutscher Jurist, Kommunalpolitiker und Bürgermeister von Hannover, Hofrat und Schriftsteller.

## Leben

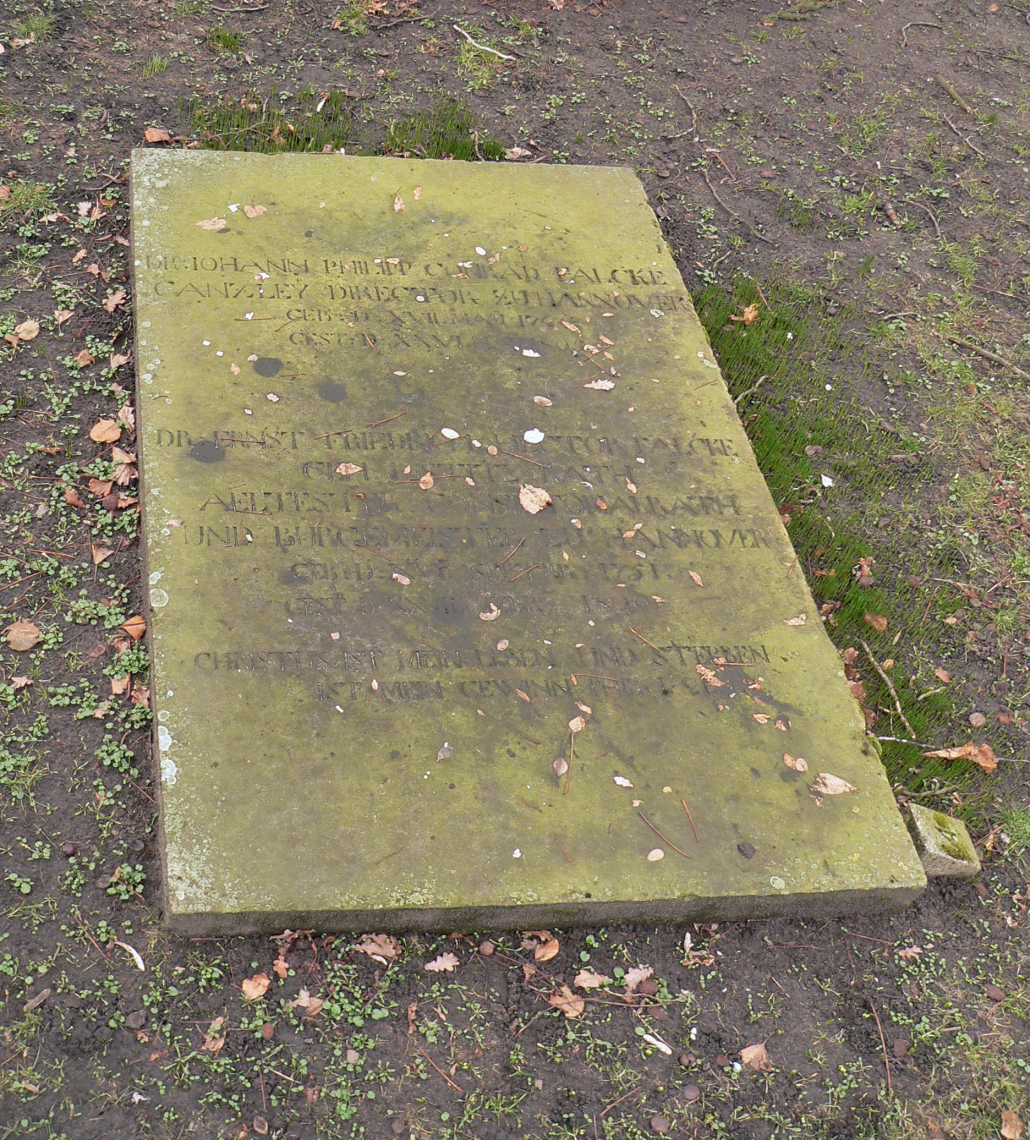
Grabmal auf dem Gartenfriedhof mit seinem Vater Johann Philipp Conrad Falcke

Falcke war der Sohn des hessischen und hannoverschen Staatsdieners Johann Philipp Conrad Falcke. Nach dem Besuch des Lyceums in Hannover studierte Falcke von 1769 bis 1771 Jura in Göttingen, ohne seine literarischen Interessen aufzugeben. Er gehörte mit Goethe dem Wetzlarer Ritterkreis an und veröffentlichte bereits als Student ein Theaterstück (Braitwell, ein bürgerliches Trauerspiel). 1773 war er Auditor bei der Justizkanzlei in Hannover und bereiste 1774 und 1775 Italien und Süddeutschland. 1776 wurde er zum Geheimen Konsistorial- und Justizrat, 1777 zum Hofrat ernannt.
Falcke gehörte 1774 zu den Mitbegründern der Freimaurerloge Zu den 3 Cedern in Stuttgart. Ab 1774 bis zum Lebensende war Falcke intensiv beteiligt an der hannoverschen Freimaurerloge Friedrich zum Weißen Pferde.
1784 wurde er als Nachfolger Wilhelm August Alemanns zum Bürgermeister der Altstadt von Hannover gewählt. Im Jahr 1787 erfolgte seine Promotion zum Dr. jur. Während seiner Amtszeit, die bis zu seinem Tod im Jahr 1809 ging, war er Leiter des Armenkollegiums und des Kollegiums des Waisenhauses. Er wird in der historischen Forschung als gewandter Geschäftsmann mit Geschmackskenntnissen bezeichnet. Sein Grab befindet sich auf dem Gartenfriedhof.

## Ehe und Nachkommen
Er heiratete Louise Clara Strube (* 17. Dezember 1761 in Hannover; † 21. Dezember 1784 ebenda), Tochter von Christian Ludwig Strube und Ernestine Dorothea Ebell. Sie hatten die Kinder:
- Georg Friedrich Falcke (* 7. August 1783; † 20. September 1850); ab 1832 Freiherr von Falcke
- Hector Phillip (* 29. Juni 1780) ?
- Sophie Ernestine Louise (* 22. März 1782; † 16. Januar 1876; ⚭ im Oktober 1814 Levin Anton Wilhelm Benecke (1776–1837); Sohn des Ernst Phillip Benecke (1731–1794), Kaufmann zu Hannover ⚭ 1761 Johanna Cath. Dammann (1742–1817))
- Friedrich Georg
- Ernst August Georg (* 29. November 1784)

## Werke
- Beurkundete Geschlechts-Verbindung derer beiden hohen Häuser Habsburg und Fürstenberg, Wetzlar 1768.
- Braitwell. Ein bürgerliches Trauer-Spiel, in einem Aufzuge, Gießen 1769 (bzw. 1770). (Digitalisat bei Google Books)